# Louredo (Póvoa de Lanhoso)
Louredo ist ein Ort und eine ehemalige Gemeinde (Freguesia) im Norden Portugals.
Louredo gehört zum Kreis Póvoa de Lanhoso im Distrikt Braga. Die Gemeinde hatte eine Fläche von 1,81 km² und 439 Einwohner (Stand 30. Juni 2011).
Am 29. September 2013 wurden die Gemeinden Louredo und Campos zur neuen Gemeinde União das Freguesias de Campos e Louredo zusammengeschlossen.